# Tatort: Hasard!
Hasard! ist ein Fernsehfilm aus der Kriminalreihe Tatort der ARD und des ORF. Der Film wurde unter der Regie von Thomas Bohn vom Norddeutschen Rundfunk produziert und am 18. November 2001 im Programm Das Erste erstmals gesendet. Für Kriminalhauptkommissars Casstorff (Robert Atzorn) ist es der zweite Fall, in dem er ermittelt.

## Handlung
Der Softwareunternehmer Michael Scholten wird an einem Baumstamm gefesselt tot aufgefunden. Der unbekleidete Oberkörper weist vier Einschüsse auf, was nach einer Hinrichtung aussieht. Kriminalhauptkommissar Casstorff wird verständigt und ermittelt zusammen mit seinem Kollegen Oberkommissar Holicek und Kommissarin Jenny Graf. Für Casstorff stellt sich die Frage, ob ein Einzeltäter am Werk war und warum noch einmal drei Schüsse auf das Opfer abgegeben worden sind, obwohl Scholten bereits durch einen Schuss in den Rücken getötet und an einen Baum gebunden worden war.
Scholtens Firma war finanziell angeschlagen, was den Aktionären sicherlich nicht gefallen hat. So gerät Manfred Feurer, ein Geschäftspartner Scholtens, ins Visier der Ermittler, der in letzter Zeit oft Streit mit ihm hatte. Aber auch der Tankwart Roland Pötschke hat ein Motiv, denn durch einen Tipp Scholtens hatte er kreditfinanziert Aktien gekauft, die rasant an Wert verloren, und war nun ruiniert. Er wird vorgeladen und gerät in Erklärungsnot. Da ihm eine Inhaftierung droht, entzieht er sich dieser weiteren Demütigung durch Selbstmord.
Oberstaatsanwalt Peter Fröhlicher war Scholten schon länger auf der Spur, da er ein Hasardeur war, der rücksichtslos mit den ihm anvertrauten Geldern riskante Geschäfte tätigte und dabei einige hochrangige Personen arg verärgert haben dürfte. Da dies länderübergreifend der Fall war schaltet Fröhlicher das BKA ein und entzieht Casstorff den Fall. Doch der Kommissar ermittelt trotzdem weiter. Er befragt Scholtens Witwe und erfährt so, dass das Ehepaar eine offene Ehe führte und jeder seiner Wege ging. Zudem hatte Scholten seit einigen Wochen ein Verhältnis mit einer verheirateten Frau. Um ihre Identität herauszufinden, investiert Casstorff viel Fleißarbeit und kann so das Hotel ausfindig machen, in dem sich Scholten regelmäßig mit seiner Geliebten getroffen hatte. Nach den Angaben der Angestellten lässt er ein Phantombild der Frau erstellen. Casstorff kommt das Gesicht bekannt vor, er kann sich jedoch nicht erinnern woher. Erst durch ein Foto auf dem Schreibtisch des Oberstaatsanwalts wird ihm klar, warum dieser sich so vehement dafür eingesetzt hat, dass das BKA den Fall übernimmt. Die Frau auf dem Phantombild ist Janina Fröhlicher, die Frau des Oberstaatsanwalts. Jenny Graf findet heraus, dass Scholten in Kiel zusammen mit ihr zur Schule gegangen ist und sie sich daher kannten.
Unterdessen wird Manfred Feurer durch Beamte des BKA am Flughafen festgenommen. Er war offensichtlich mit in Scholtens kriminelle Geschäfte verwickelt, weshalb man ihn für den Mörder seines ehemaligen Geschäftspartners hält. Für den Oberstaatsanwalt scheint der Fall gelöst, doch er muss erkennen, dass Casstorff ihm auf die Spur gekommen ist. Fröhlicher gibt dem Kommissar gegenüber zu, dass er Scholten und seine Frau in flagranti ertappt habe. Da Scholten auf ihr lag, als er schoss, hatte er seine Frau aus Versehen ebenfalls getötet. Fröhlicher bedroht nun Casstorff mit seiner Waffe und fährt mit ihm zu dem Ort, wo er seine Frau vergraben hat. Er lässt den Kommissar dort ein Loch graben und will sich selbst richten. Casstorff kann ihn jedoch entwaffnen und festnehmen.
Nebenhandlung: Casstorffs Exfrau Judith Vorbeck, die seit kurzem wieder in Hamburg ist, versucht Kontakt zu ihrem Sohn Daniel aufzunehmen. Aus Karrieregründen hatte sie vor fünfzehn Jahren Mann und Kind und auch Hamburg verlassen. Daniel kennt seine Mutter überhaupt nicht mehr und ist entsprechend abweisend, da sie sich all die Jahre nicht für ihn interessiert hat. Weil er sich momentan jedoch etwas von seinem Vater vernachlässigt fühlt, der einen Großteil seiner Zeit aus beruflichen Gründen abwesend ist, akzeptiert Daniel dann doch ein Treffen mit seiner Mutter und lernt bei dieser Gelegenheit auch seinen Großvater kennen, den Reeder Christian Vorbeck. Allerdings weiß er, dass sein Vater die wichtigste Person in seinem Leben ist, und seine Mutter ihre jahrelange Abwesenheit in seinem Leben nicht ungeschehen machen kann.

## Hintergrund
Der Film wurde vom Norddeutschen Rundfunk produziert und in Hamburg und Umgebung gedreht.
Regisseur und Drehbuchautor Thomas Bohn hat sich in dieser Folge zu einer Minirolle verleiten lassen. In der 17. Minute des Tatorts ist er zu sehen, wie er von zwei Polizisten abgeführt wird und Kommissar Holicek verbal angreift.

## Rezeption

### Einschaltquoten
Die Erstausstrahlung von Hasard! am 18. November 2001 wurde in Deutschland von insgesamt 8,5 Millionen Zuschauern gesehen und erreichte einen Marktanteil von 23,5 Prozent für Das Erste.

### Kritik
Die Kritiker der Fernsehzeitschrift TV Spielfilm hielten nicht viel von Atzorns zweitem Fall als KHK Casstorff, gaben für Humor, Action, Spannung und Erotik jeweils einen von drei möglichen Punkten, zeigten mit dem Daumen seitwärts und schrieben: „Atzorns zweiter Fall: solide, aber dröge.“ Die aufregendste Szene sei die Nebenrolle, in der sich der Regisseur von der Polizei abführen lasse.
Prisma sah das allerdings anders und vermerkte: „‚Tatort‘-Routinier Thomas Bohn drehte einen spannenden TV-Krimi, der nicht nur durch eine verwickelte Geschichte, sondern vor allem durch die guten Dartsteller (sic) von den ansonsten meist durchschnittlichen ‚Tatort‘-Produktionen herausragt.“ Die Redaktion gab 3 von fünf möglichen Sternen.